# میخک، زنبق، زنبق، رز
میخک، زنبق، زنبق، رز (انگلیسی: Carnation, Lily, Lily, Rose) یک نقاشی رنگ روغن بر روی بوم از نقاش هنرمند آمریکایی، جان سینگر سارجنت است که در حوالی سال‌های ۱۸۸۵ تا ۸۶ کشیده شد.
این نقاشی نشان‌دهندهٔ دو کودک کوچک در لباس سفید است که فانوس‌های کوچک کاغذی را در زمانی که روزْ شب می‌شود، روشن می‌کنند. آنها در یک مکان پوشیده شده از گل‌های رز صورتی، میخک زرد، سوسن سفید (احتمالاً زنبق یا سوسن کوهی) قرار گرفته‌اند. نقاشی تحت سیطرهٔ شاخ و برگ‌های سبز است و چشم‌اندازی از افق یا دیگر خطوط نشانگر افق حاکی از عمق و ژرفنای اثر وجود ندارد. بیننده چنین به نظر می‌رسد که نگاهش با کودکان همراه است و هم‌زمان به آنها می‌نگرد. دو دختر نمایش داده شده در تصویر دختران فردریک بارنارد، از طراحان و دوستان سارجنت هستند. دالی در سمت چپ ۱۱ ساله و پولی در سمت راست، دختر کوچکتر و ۷ ساله است. آنها به علت موهای طلاییشان انتخاب شده بودند و جایگزین مدل اصلی سارجنت، کاترین با موهای تیره دختر پنج سالهٔ فرانسیس دیوید میلت، شدند. نام اثر از ترانهٔ محبوب آن زمان "ای چوپانان به من بگویید" (به انگلیسی: Ye Shepherds Tell Me) اثر جوزف مزیگی گرفته شده‌است. این ترانهٔ محلی که برای سه خوانندهٔ مرد نوشته شده بود در قسمتی از آن خوانده می‌شد که فلورا «حلقه‌ای از گل بر سر دارد، بر دور سرش، میخک، زنبق، زنبق، رز».
سارجنت علاقمند بود تا سطح دقیق نور شفق را در اثر منعکس کند و به همین منظور، این اثر هنری را در قالب نقاشی فضای باز و به روش امپرسیونیسم طراحی کرد. از سپتامبر تا نوامبر ۱۸۸۵ او هر روز و در عرض چند دقیقه‌ای که نور مناسب تداوم داشت بر روی نقاشی کار می‌کرد تا بتواند به خوبی، رنگ شفق صبحگاهی را در اثر انعکاس دهد. این نقاشی سرانجام تا پایان ماه اکتبر ۱۸۸۶ میلادی به اتمام رسید. در جریان کار، سارجنت بوم نقاشی را که به شکل مستطیل بود به میزان ۲ فوت (۶۱ سانتیمتر) از سمت چپ برش داد تا یک شکل تقریباً مربع باقی بماند.
نقاشی میخک، زنبق، زنبق، رز در نمایشگاه تابستانی آکادمی سلطنتی به سال ۱۸۸۷ با استقبال مختصری مواجه گردید و عده‌ای از سبک فرانسوی مابانهٔ اثر انتقاد نمودند. این در حالی است که اثر، ستایش‌های قابل‌توجهی نیز بدست آورده بود و سر فردریک لیتون، رئیس آکادمی سلطنتی، گالری تیت را در پایان همان سال ترغیب نمود تا با استفاده از پول چانتری بیکست این اثر هنری را ابتیاع نماید. این نخستین اثر از سارجنت بود که توسط یک موزهٔ عمومی خریداری می‌گردید. نقاشی امروزه بخشی از دارایی‌های مجموعهٔ گالری تیت است و در انگلستان به نمایش گذاشته شده‌است

## نگارخانه

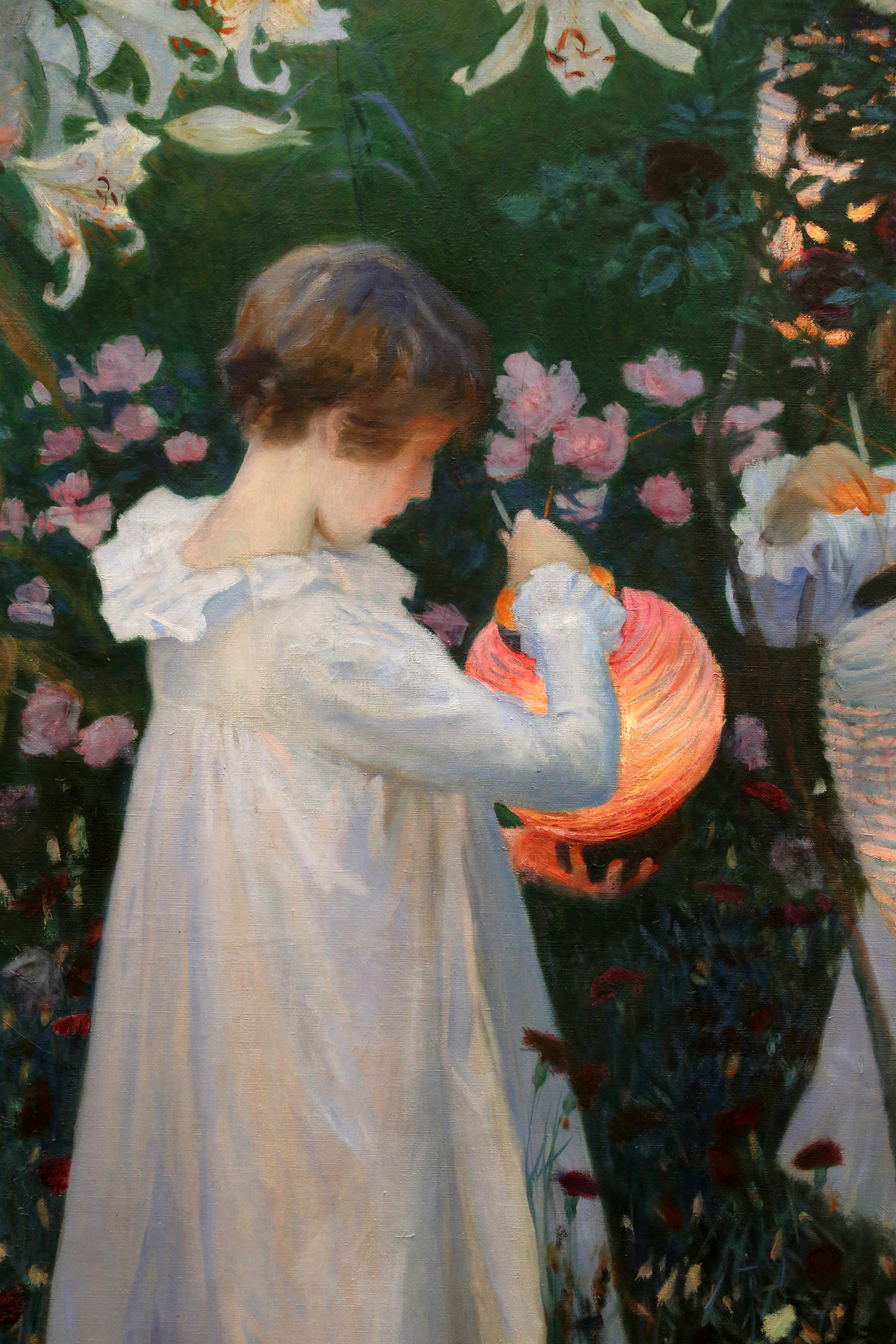
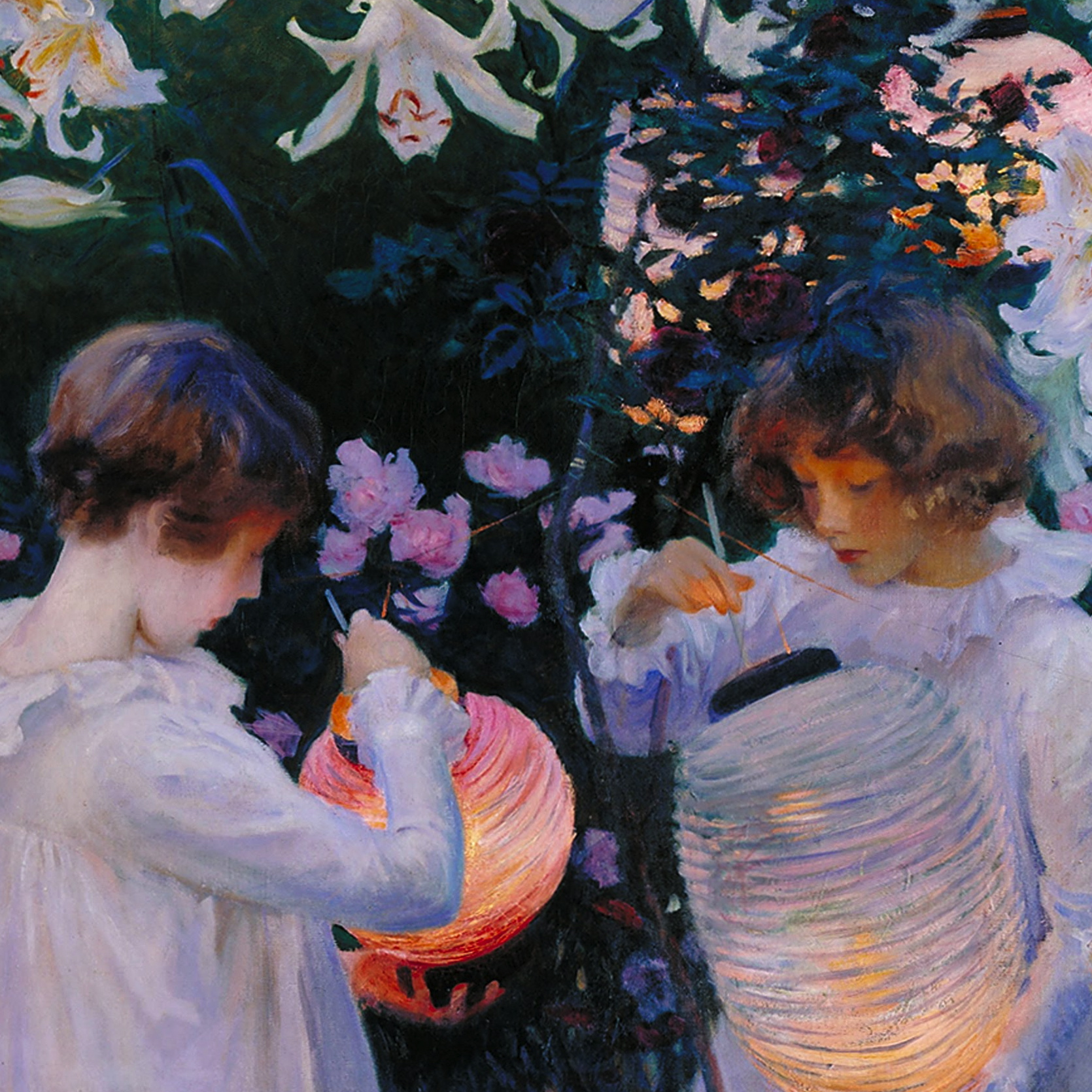
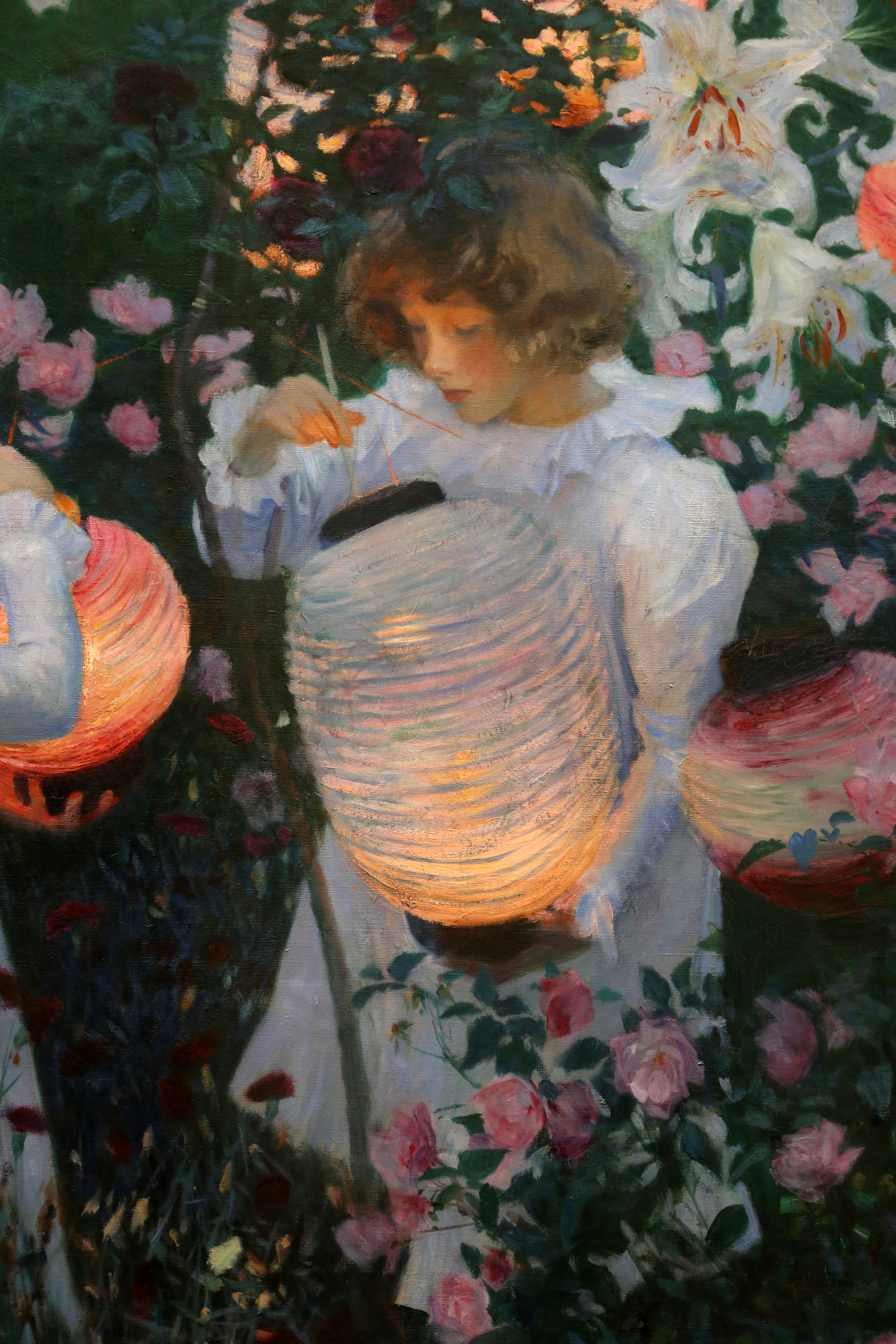